# Hare-Quote
Die Hare-Quote und ihre Varianten dienen als Schlüsselzahlen in Wahlsystemen. Sie bestimmen eine Anzahl an Wählerstimmen, deren Erreichen jeweils die Vergabe eines Sitzes rechtfertigt. Die Bezeichnung geht zurück auf Thomas Hare (1806–1891).

## Definition der Hare-Quote
Die Hare-Quote {\displaystyle HaQ} ist definiert als Quotient von Gesamtstimmen und Gesamtsitzen. Sie steht also für den Durchschnitt von Stimmen pro Sitz.
Die Zahl der Gesamtstimmen ist die Summe der gültigen Stimmen für alle Kandidaten oder für alle Listen, die am Sitzzuteilungsverfahren teilnehmen; sie wird mit dem Buchstaben {\displaystyle v} (für "Voten") bezeichnet. Die Zahl der Gesamtsitze umfasst alle Sitze, die für die Verteilungsrechnung zur Verfügung stehen; für sie steht der Buchstabe {\displaystyle h} (für "Hausgröße"). Mit diesen Bezeichnungen ergibt sich für die Hare-Quote die formelmäßige Darstellung
{\displaystyle HaQ={\frac {\text{Gesamtstimmen}}{\text{Gesamtsitze}}}={\frac {v}{h}}.}
Der Quotient zweier ganzer Zahlen ist fast immer eine echte Bruchzahl. Nur gelegentlich und zufallsweise erhält man für die Hare-Quote eine Ganzzahl.

## Hare-Quotenvarianten
Im Verständnis von Thomas Hare und seinen Zeitgenossen bezeichnete der Begriff "Quote" eine Anzahl von Wählern, die jeweils durch einen Sitz zu repräsentieren waren. Wähler sind Menschen und unteilbar, Bruchzahlen machen in diesem Zusammenhang keinen Sinn. Hare benutzte deshalb als Wahlschlüssel nicht den ungerundeten Quotienten {\displaystyle v/h}, der wie oben definiert heutzutage als Hare-Quote gilt, sondern dessen Ganzzahlteil {\displaystyle HQ1}.
Insgesamt gibt es drei ganzzahlige Hare-Quotenvarianten:
{\displaystyle HQ1=\left\lfloor {\frac {v}{h}}\right\rfloor ,} d. h. Abrundung des Quotienten {\displaystyle v/h};
{\displaystyle HQ2=\left\lceil {\frac {v}{h}}\right\rceil ,} d. h. Aufrundung des Quotienten {\displaystyle v/h};
{\displaystyle HQ3=\left\lfloor {\frac {v}{h}}\right\rfloor +1;} d. h. um Eins erhöhte Abrundung des Quotienten {\displaystyle v/h}.
Ist in einem Wahlsystem von "Hare-Quote" die Rede, sollte man sich deshalb vergewissern, ob die Hare-Quote im Sinn obiger Definition gemeint ist oder eine der ganzzahligen Varianten. Die Hare-Quote und ihre Varianten unterscheiden sich zahlenmäßig zwar nur gering, aber sie sind nicht gleich; sie führen oft zu denselben Ergebnissen, aber nicht immer. Alle drei Hare-Quotenvarianten finden aktuell Verwendung: die Abrundung {\displaystyle HQ1} in Italien, die Aufrundung {\displaystyle HQ2} in Litauen und die Variante {\displaystyle HQ3} in der Schweiz.

## Anwendung bei Listensystemen
In Wahlsystemen, in denen die Wähler ihre Stimme für eine Parteiliste von Kandidaten abgeben, kann das Wahlgesetz für die Sitzzuteilung ein Quotenverfahren vorsehen, das auf der Hare-Quote oder einer ihrer Varianten beruht. In der Hauptzuteilung bekommt jede Partei so viele Sitze zugeteilt, wie oft die Hare-Quote in ihrer Stimmenzahl enthalten ist; für die übrigen Sitze, die nach der Hauptzuteilung verbleiben, wird ergänzend ein eigenständiger Restausgleich formuliert.

## Anwendung bei übertragbarer Einzelstimmgebung
Das Interesse von Thomas Hare richtete sich auf Systeme mit übertragbarer Einzelstimmgebung (single transferable vote - STV). Hier werden die auf dem Stimmzettel genannten Wahlbewerber von jedem Wähler durch Vergabe der Zahlen 1 (erste Präferenz), 2 (zweite Präferenz) usw. gereiht. Die erste Auszählrunde vergibt je einen Sitz an die Kandidaten, deren Anzahl an ersten Präferenzen die gesetzlich vorgegebene Quote erreicht oder darüber hinausgeht. Die über die Quote hinausgehenden Stimmen werden gemäß nachfolgender Präferenz umverteilt und in weiteren Runden neu ausgezählt. Für die dann noch verfügbaren Sitze werden die stimmenschwächsten Kandidaten ausgeschieden, deren Stimmzettel gemäß nachfolgender Präferenz umverteilt und aktualisiert neu ausgezählt.
Für STV-Systeme wurde die von Hare propagierte Quote bald abgelöst von der Droop-Quote {\displaystyle \lfloor v/(h+1)\rfloor +1}. Die Droop-Quote ist meist kleiner, jedenfalls nie größer, als die Hare-Quote und jede der Hare-Quotenvarianten. Aus diesem Grund ist die Droop-Quote leichter zu erreichen und beschleunigt so die Sitzvergabe.